# لیتون (میزوری)
لیتون (به انگلیسی: Leeton) یک شهر در ایالات متحده آمریکا است که در شهرستان جانسون، میزوری واقع شده‌است. لیتون ۱٫۳۲ کیلومتر مربع مساحت و ۵۶۶ نفر جمعیت دارد و ۲۸۹ متر بالاتر از سطح دریا قرار دارد.